# Liste der Monuments historiques in Chevrainvilliers
Die Liste der Monuments historiques in Chevrainvilliers führt die Monuments historiques in der französischen Gemeinde Chevrainvilliers auf.

## Liste der Bauwerke
| Bezeichnung      | Beschreibung | Standort | Kennzeichnung | Schutzstatus | Datum | Bild           |
| ---------------- | ------------ | -------- | ------------- | ------------ | ----- | -------------- |
| Kirche St-Fiacre |              | (Lage)   | PA00086891    | Inscrit      | 1926  | weitere Bilder |

## Liste der Objekte
Zum Verständnis siehe: Kirchenausstattung
| Bezeichnung                | Beschreibung           | Standort                       | Kennzeichnung | Schutzstatus | Datum | Bild |
| -------------------------- | ---------------------- | ------------------------------ | ------------- | ------------ | ----- | ---- |
| Skulptur des heiligen Eloi | Holz, 17. Jahrhundert  | in der Kirche St-Fiacre (Lage) | PM77000378    | Classé       | 1984  |      |
| Glocke                     | Bronze, 1753 gegossen  | in der Kirche St-Fiacre (Lage) | PM77000377    | Classé       | 1942  |      |
| Weihwasserbecken           | Stein, 17. Jahrhundert | in der Kirche St-Fiacre (Lage) | PM77000379    | Classé       | 1948  |      |